# Javier Villalobos Jaramillo
Javier Villalobos Jaramillo (Cortazar, Guanajuato, 30 de abril de 1941 - Ciudad de México, 14 de diciembre de 2017), arquitecto mexicano, catedrático, restaurador y funcionario público.
Se le reconoció en México por su trabajo en restauración de monumentos. Aportó nuevos procedimientos constructivos dentro del área del rescate arquitectónico según se refiere, con una visión espacialmente integrada y respetuosa del inmueble como documento histórico.
Uno de los maestros de la restauración de monumentos en México y en el ámbito mundial en instituciones como el Consejo Internacional de Monumentos y Sitios. Interviene en sitios y documentos de ciudades de Europa y de América.

## Biografía
Su formación profesional como arquitecto contemporáneo y restaurador proviene del Instituto Politécnico Nacional con maestros como José de la Vega y Eduardo Pareyón Moreno, la especialidad en restauración de monumentos y conjuntos históricos como becario de la OEA Organización de los Estados Americanos y del Gobierno Español en el Colegio Mayor de Guadalupe en Madrid España y la Universidad Nacional Autónoma de México, en donde cursó la maestría en arquitectura, en donde perteneció a la Generación del 78 y se desempeñó desde entonces como catedrático en la División de Estudios Superiores de la 
Facultad de Arquitectura (Universidad Nacional Autónoma de México).
Es primo de la actriz Luz Maria Villalobos Vázquez.

## Contribuciones
Dentro del patrimonio histórico y cultural de México, su aportación incluyó trabajos de protección, restauración, promoción e investigación en sitios como la zona arqueológica de Bonampak o el museo de sitio de Toniná en el Estado de Chiapas. Cabe mencionar su intervención en el conjunto arqueológico de Paquimé, tiempo después de los trabajos emprendidos por el arqueólogo Eduardo Contreras en colaboración con Charles Di Peso, lugar que finalmente fue declarado Patrimonio de la Humanidad de la UNESCO.
En el rescate arquitectónico realizó la restauración de los antiguos Tribunales de Justicia de México, así como diversas obras en el centro histórico del Distrito Federal, el diseño del proyecto de luz y sonido en la Catedral de Morelia, el apoyo y asesoría en la restauración de la Catedral de Zacatecas y en la Catedral Metropolitana de la Ciudad de México, en el museo de sitio y la Iglesia de Santo Domingo (Ciudad de México). 
Participó dentro del Fideicomiso del Centro Histórico de la Ciudad de México así como en el Fideicomiso de la Ciudad de Puebla de Los Ángeles, en la Comisión Nacional de Arte Sacro y en el Consejo Editorial de la revista patrimonio de la UNAM.
En el horizonte internacional cabe mencionar restauraciones en las ciudades de Venecia y de Pescara en Italia o en América en el Museo Nacional de Colombia así como su participación en la redacción de documentos como las declaraciones del Centro Histórico de la Ciudad de Quito.

## Reconocimientos
- Premio Víctor Manuel Villegas, Federación de Colegios de Arquitectos.FCARM.[8]

- Premio Hermenegildo Galeana, Colegio de Arquitectos de México.[9]

- Condecoración del Colegio Mayor de Guadalupe.[10]

- Premio Federico Sescosse Lejeune, Consejo Internacional de Monumentos y Sitios, ICOMOS.

## Gestión administrativa
- Asesor de Edificios de la Secretaría de Educación Pública.

- Director de Monumentos Coloniales del Instituto Nacional de Antropología e Historia.

- Director de Estudios y proyectos del Patrimonio Cultural, Secretaría de Desarrollo Urbano y Ecología. SEDUE.

- Director del Centro Histórico de la Ciudad de México. Cuauhtémoc (Distrito Federal)

- Vicepresidente del Colegio de Arquitectos de México.

- Presidente del Consejo Internacional de Monumentos y Sitios de la República Mexicana.

- Vocal ejecutivo del Consejo Internacional de Monumentos y Sitios de la Organización de las Naciones Unidas para la Educación, la Ciencia y la Cultura (UNESCO).

## Publicaciones
Los 100 sitios y monumentos más importantes del Centro Histórico de la Cd. de México, presentación conmemorando el 25 aniversario de que fue declarado por la UNESCO el Centro Histórico de la Cd. de México como Patrimonio Mundial (Criterio ii-iii-iv-v), edición auspiciada por la Delegación Cuauhtémoc del Distrito Federal;, publicación que incluye información del patrimonio histórico arquitectónico de la ciudad de México, su presentación se verificó en la Universidad del Claustro de Sor Juana y en la Feria Internacional del Palacio de Minería 2013.